# Squadra estone di Fed Cup
La squadra estone di Fed Cup rappresenta l'Estonia nella Fed Cup, ed è posta sotto l'egida della Eesti Tennise Liit.
La squadra partecipa alla competizione dal 1992, dopo aver ottenuto l'indipendenza dall'Unione Sovietica. A partire dal 2011, in concomitanza del ritiro di Maret Ani e dell'infortunio di Kaia Kanepi, le due tenniste di punta del Paese, l'Estonia subisce due retrocessioni in due anni, passando dal Gruppo Mondiale II al Gruppo II della zona Europa/Africa, il quarto livello sui cinque totali della competizione.

## Organico 2012
Aggiornato ai match del Gruppo I della zona Europa/Africa (2-4 febbraio 2012). Fra parentesi il ranking della giocatrice nel momento della disputa degli incontri.
- Anett Kontaveit (WTA #658 - doppio #1160)
- Margit Rüütel (WTA #943)
- Eva Paalma (WTA #)
- Tatjana Vorobjova (WTA #)

## Ranking ITF
- Il prossimo aggiornamento del ranking è previsto per il mese di aprile 2012.

| Estonia nel Ranking ITF (aggiornata al 6 febbraio 2012) |            |         |                           |
| Pos                                                     | Squadra    | Punti   | Gruppo                    |
| 22                                                      | Colombia   | 2067.50 | Gruppo I - Americhe       |
| 23                                                      | Paraguay   | 2020.00 | Gruppo I - Americhe       |
| 24                                                      | Kazakistan | 1729.75 | Gruppo I - Asia/Oceania   |
| 25                                                      | Estonia    | 1657.50 | Gruppo II - Europa/Africa |
| 26                                                      | Austria    | 1632.50 | Gruppo I - Europa/Africa  |
| 27                                                      | Romania    | 1620.00 | Gruppo I - Europa/Africa  |
| 28                                                      | Cina       | 1585.00 | Gruppo I - Asia/Oceania   |